# نصر الدين دريد
نصر الدين دريد، من مواليد 22 يناير 1957 في تبسة، هو حارس مرمى جزائري سابق لكرة القدم.
لعب مع اتحاد بلعباس، ولكن لا سيما برز مع مولودية وهران.
شارك في كأس العالم 1986 في المكسيك مع منتخب الجزائر.

## إنجازات

### مع النوادي
- بطل الدوري الجزائري عام 1988 مع مولودية وهران.
- وصيف بطل الدوري الجزائري عام 1987 و1990 مع مولودية وهران.
- بطل دوري أبطال إفريقيا عام 1989 مع الرجاء البيضاوي.

### مع منتخبالجزائر
- مرتبة ثالثة في كأس الأمم الأفريقية مرتين 1984 بكوت ديفوار و1988 بالمغرب.
- ميدالية برونزية في دورة الألعاب العربية 1985 بالرباط.
- مشاركة في كأس العالم في 1986 بالمكسيك.

## روابط خارجية
- نصر الدين دريد على موقع الاتحاد الدولي (مؤرشف)  (الإنجليزية)
- نصر الدين دريد على موقع قاعدة بيانات كرة القدم.إي يو (الإنجليزية)
- نصر الدين دريد على موقع ناشيونال فوتبول تيمز (الإنجليزية)
- نصر الدين دريد على موقع عالم كرة القدم.نت (الإنجليزية)